# Ozola pausteria
Ozola pausteria är en fjärilsart som beskrevs av Louis Beethoven Prout 1935. Ozola pausteria ingår i släktet Ozola och familjen mätare. Inga underarter finns listade i Catalogue of Life.